# Le Carnet Psy
 (juillet 2023).
Si vous disposez d'ouvrages ou d'articles de référence ou si vous connaissez des sites web de qualité traitant du thème abordé ici, merci de compléter l'article en donnant les références utiles à sa vérifiabilité et en les liant à la section « Notes et références ».
Le Carnet Psy est une revue mensuelle (papier & numérique) de psychologie, psychiatrie et psychopathologie d'orientation psychanalytique.
C'est un journal indépendant qui s'adresse à un public d'universitaires (enseignants et étudiants) et de professionnels de terrain (psychologues, psychanalystes, cliniciens, etc.). L'équipe organise aussi des congrès.

## Contenu
La revue présente :
- des informations sur des congrès, des conférences, des formations ;
- des dossiers thématiques : autisme, psychothérapie, les « psy » et internet, etc.
- des dossiers sur des auteurs, André Green, Francis Pasche, etc.
- des entretiens avec des psychanalystes emblématiques, Joyce McDougall, Jean Bergeret, Michel de M'Uzan, Jean Laplanche, etc.
- une revue de livres, d'articles.

## Historique
La revue imprimée paraît depuis novembre 1994 et la version numérique depuis 2015. Le site web associé à la revue existe depuis juillet 1996.
En 2021, la fondatrice de la revue, Manuelle Missonnier, cède le titre à Kevin Hiridjee.

## Comité scientifique et de rédaction
Jacques André, Marie-Frédérique Bacqué, Gérard Bayle, Alain Braconnier, Catherine Chabert, Pierre Delion, Pierre Ferrari, Bernard Golse, Patrice Huerre, Roland Jouvent, Vassilis Kapsambelis, Serge Lebovici †, François Marty, Sylvain Missonnier, Marie Rose Moro, François Richard, René Roussillon, Sylvie Séguret, Daniel Widlöcher, Édouard Zarifian✝.